# Ariramba-da-mata
Bico-d'agulha-de-faces-azuis ou ariramba-da-mata (nome científico: Galbula cyanicollis) é uma espécie de ave galbuliforme..
Pode ser encontrada na Bolívia, Brasil e Peru. Os seus habitats naturais são: florestas de terras baixas úmidas tropicais ou subtropicais.